# Indie occidentali britanniche
Le Indie occidentali britanniche (British West Indies) sono i territori posizionati nei Caraibi che un tempo erano stati colonizzati dal Regno Unito. Collettivamente questi territori sono conosciuti come i Caraibi anglofoni.

## Descrizione
Tra il 1958 ed il 1962 tutti questi territori eccetto le isole Vergini Britanniche e le Bahamas si organizzarono all'interno della Federazione delle Indie Occidentali. Si sperava che la federazione divenisse una singola nazione indipendente, ma i limitati poteri, molti problemi pratici e la mancanza del supporto popolare l'hanno costretta a dissolversi.
La maggior parte dei grandi territori sono ora indipendenti e separati nel Commonwealth delle nazioni, mentre quelli più piccoli sono parte dei territori britannici d'oltremare. Tutte le nazioni delle Indie Occidentali Britanniche, eccetto Dominica, sono parte del reame del Commonwealth.

## Storia

### Isole Sottovento
Sr William Stapleton stabilì la prima federazione nelle Indie Occidentali Britanniche nel 1674. Stapleton costituì un'Assemblea Generale delle 
Sottovento a St. Kitts. La federazione di Stapleton fu attiva dal 1674 al 1685, tempo in cui Stapleton fu governatore, e l'Assemblea Generale si riunì regolarmente fino al 1711.
Nel XVIII secolo ciascuna isola aveva una propria Assemblea e creato le proprie leggi, ma continuavano ad avere un solo governatore ed un unico Procuratore Generale. Anche se impopolare, la Federazione di Stapleton non fu mai disciolta, ma semplicemente rimpiazzata da altri assetti. Tra il 1816 e il 1833 le Isole Leeward vennero divise in due gruppi, ciascuno dei quali aveva un governatore proprio: St. Christopher-Nevis-Anguilla e Antigua-Barbuda-Montserrat. Nel 1833 tutte le Isole Sottovento furono unite e la Dominica venne unita al raggruppamento fino al 1940.
Nel 1869, al governatore Benjamin Pine venne assegnato il compito di organizzare una federazione di Antigua-Barbuda, Dominica, Montserrat, Nevis, St. Kitts, Anguilla, e le Isole Vergini Britanniche. Ma St. Kitts e Nevis si rifiutarono di condividere i fondi governativi con Antigua e Montserrat, che erano in bancarotta. Il governatore Pine comunicò all'Ufficio Coloniale che il progetto era fallito a causa di “pregiudizi locali e interessi personali”. Pertanto, l'unico risultato ottenuto fu quello di assegnare alle Isole Sottovento un unico governatore. Nonostante ciò, tutte le leggi e le ordinanze dovevano essere approvate dal consiglio di ciascuna isola.
Nel 1871 il governo Britannico passò il ‘'Leeward Islands Act, attraverso il quale tutte le isole furono posto sotto un unico governatore ed un unico sistema di leggi. A ciascuna isole venne affidata una “Presidenza” sotto il proprio Amministratore o Commissario. Come altri raggruppamenti precedenti, tale federazione era impopolare, ma non venne comunque disciolta prima del 1956, quando venne rimpiazzata dalla Federazione delle Indie Occidentali. La Colonia Federale era composta da tutte le isole, organizzate come nel precedente tentativo del governatore Pine.

### Isole Sopravento
Nel 1833 le Isole Sopravento vennero formalmente unite sotto il nome di Colonia delle Isole Sopravento. Nel 1838 anche Trinidad (acquisita nel 1802) e Saint Lucia (acquisita nel 1814) vennero inserite nella Colonia delle Isole Sopravento, ma non vennero loro date delle assemblee proprie (essendo state in precedenza delle Colonie della Corona). Nel 1840 Trinidad abbandonò la Colonia. La Colonia delle Isole Sopravento era impopolare, poiché Barbados desiderava mantenere un'identità separata e le antiche istituzioni, mentre le altre colonie non gradivano l'associazione con Barbados (ma ne avevano bisogno per difendersi contro le invasioni francesi). Perciò le singole isole resistettero ai tentativi britannici di creare un'unione più stretta. Soprattutto Barbados combatté per poter mantenere la propria Assemblea.
Dal 1885 al 1958 la Colonia delle Isole Sopravento fu formata da Granada e Granadine, St. Vincent e Saint Lucia. Tobago si separò nel 1889, anno in cui formò un'unione con Trinidad. Dominica si unì alla Colonia delle Isole Sopravento nel 1940, dopo essere stata trasferita dalle Isole Sottovento, e vi rimase fino al 1958. Dopo il 1885 la Colonia delle Isole Sopravento ebbe un unico governatore Generale presso Grenada, e ciascuna isola aveva il proprio vicegovernatore e una sua assemblea (come in precedenza). I tentativi di creare una Colonia Federale come era stato fatto per le Isole Leewards incontrò sempre grandi resistenze. La Colonia delle Isole Sopravento si sciolse nel 1958, quando ogni isola scelse di unirsi alla nuova Federazione delle Indie Occidentali come unità separata.

### Giamaica e territori dipendenti
Le rimanenti colonie Britanniche nei Caraibi, fatta eccezione per la Guyana Britannica e per le Bahamas, vennero raggruppate sotto la Giamaica, sia per motivi di convenienza che, talvolta, per ragioni storiche e/o geografiche. L'Honduras britannico era circondato dalle colonie Spagnole ostili e avevano bisogno della protezione fornita dall'Esercito e dalla Marina, che avevano le loro basi in Giamaica. Inoltre, l'Honduras britannico era stato fondato da boscaioli e aveva moltiplicato la propria popolazione in parte grazie allo stanziamento degli inglesi, che giunsero dalla Giamaica tra la fine del Seicento e l'inizio del Settecento (i coloni arrivavano anche direttamente dall'Inghilterra, oltre ad essere nati nella colonia). Perciò dal 1742 l'Honduras britannico fu un territorio dipendente dal governatore della Giamaica. In seguito, dal 1749, i governatori della Giamaica vennero nominati anche Amministratori dell'Honduras britannico.
Nel 1862 l'Honduras britannico divenne una colonia della corona e venne posto sotto il governatore della Giamaica con un proprio vicegovernatore. Nel 1884 si ruppero definitivamente tutti i legami amministrativi con la Giamaica.

### Federazione delle Indie Occidentali
La Federazione delle Indie Occidentali fu una federazione di breve durata che esistette dal 3 gennaio 1958 al 31 maggio 1962. Era formata da diverse colonie del Regno Unito nei Caraibi. L'intenzione palese della Federazione era quelli di creare un'unità politica che sarebbe diventata indipendente dalla Gran Bretagna in quanto singolo stato, possibilmente in modo simile alla Federazione dell'Australia o alla Confederazione canadese. Tuttavia, prima che questo potesse accadere, la Federazione collassò a causa di conflitti politici interni. Nel 1967 furono creati i West Indies Associated States.

## Territori
I territori che correntemente formano le Indie Occidentali Britanniche sono:
- Anguilla
- Isole Vergini Britanniche
- Isole Cayman
- Montserrat
- Isole Turks e Caicos

### Territori storici
- Antigua e Barbuda
- Bahamas
- Barbados
- Dominica
- Grenada
- Giamaica
- Saint Kitts e Nevis
- Saint Vincent e Grenadine
- Saint Lucia
- Trinidad e Tobago

### Territori anglofoni
I territori anglofoni del Sud America e dell'America centrale sono considerate storicamente parte delle Indie Occidentali Britanniche:
- Guyana (formalmente Guyana Britannica)
- Belize (formalmente Honduras Britannico)
- Bermuda (ancora colonia britannica)

## Sport

### Cricket
Il cricket è per tradizione lo sport principale delle Indie Occidentali Britanniche (sebbene altri sport come calcio e basket abbiano insidiato il suo primato a partire dagli anni novanta del Novecento). La maggior parte dei paesi e dei territori sopra elencati formano una squadra di cricket mista chiamata Nazionale di cricket delle Indie Occidentali Britanniche, o "Windies", una delle dieci Nazionali che partecipano ai test cricket. Le Indie Occidentali Britanniche hanno organizzato la Coppa del Mondo di cricket del 2007.

### Roller derby
In occasione del campionato mondiale 2014 di roller derby è stata istituita una nazionale che rappresenti le Indie Occidentali Britanniche in questo sport. Per questa competizione la nazionale di roller derby delle Indie Occidentali Britanniche è stata inserita nel girone 3 con Svezia, Giappone e Cile.

## Varie

### Documenti contraffatti
Ci sono stati numerosi documenti contraffatti (tra i quali targhe di autoveicoli) venduti da varie fonti sui quali si dichiara che sono stati emessi dalle Indie Occidentali Britanniche, giocando sulla confusione con Isole Vergini Britanniche. Le Indie Occidentali Britanniche non sono un paese, né tanto meno esiste un governo delle "Indie Occidentali Britanniche" che usa tale nome, tanto più che qualsiasi documento emesso da un tale supposto "governo" non è valido.
Gli abitanti nativi delle Indie Occidentali Britanniche sono considerati cittadini dei Territori britannici d'oltremare (BOTC, British Overseas Territories citizen) o cittadini britannici d'oltremare (BOC, British Overseas citizen) e possono ottenere il passaporto britannico riportante il territorio del quale sono originari.
Gli act del Governo britannico che hanno regolato le leggi sulla nazionalità nei territori comprendono:
- Alien Act, 1905
- Aliens Restriction Act, 1914
- British Nationality and Status of Aliens Act, 1914
- The Aliens Order, 1920
- The British Nationality Act, 1948 - Introdusse la nazionalità chiamata cittadino del Regno Unito e delle Colonie (CUCK, Citizen of the United Kingdom and Colonies)
- The Commonwealth Immigrants Act, 1962
- The Commonwealth Immigrants Act, 1968
- The British Immigration Act, 1971
- The British Nationality Act, 1981 - Introdusse la nazionalità chiamata cittadino dei Territori dipendenti dalla Gran Bretagna (BDTC, British Dependent Territories citizen)
- The British Overseas Territories Act, 2002 - Introdusse la nazionalità chiamata cittadino dei Territori d'oltremare britannici (BOTC, British Overseas Territories citizen).